# یحیی شاهین
یحیی شاهین (عربی: يحيى شاهين؛ ۲۸ ژوئیهٔ ۱۹۱۷ – ۱۸ مارس ۱۹۹۴) هنرپیشه، تهیه‌کننده و بازیگر سینما و تئاتر اهل مصر بود.